# Deutsche Fußballmeisterschaft der B-Junioren 1986/87
Die deutsche B-Jugendmeisterschaft 1987 war die 11. Auflage dieses Wettbewerbes. Meister wurde Bayer 05 Uerdingen, das im Finale den Gastgeber 1. FC Nürnberg klar mit 4:0 besiegte.

## Teilnehmende Mannschaften
An der B-Jugendmeisterschaft nahmen die 16 Landesverbandsmeister teil.
| Regionalverband Nord | Regionalverband West                                                                | Regionalverband Südwest                                                             | Regionalverband Süd | Berlin                           |
| --- | ----------------------------------------------------------------------------------- | ----------------------------------------------------------------------------------- | --- | -------------------------------- |
| - Schleswig-Holstein: Olympia Neumünster - Hamburg: Hamburger SV - Bremen: OSC Bremerhaven - Niedersachsen: Hannover 96 | - Westfalen: VfL Bochum - Mittelrhein: 1. FC Köln - Niederrhein: Bayer 05 Uerdingen | - Rheinland: SV Wittlich - Südwest: 1. FC Kaiserslautern - Saarland: SV Auersmacher | - Hessen: Eintracht Frankfurt - Baden: Karlsruher SC - Südbaden: Freiburger FC - Württemberg: VfB Stuttgart - Bayern: 1. FC Nürnberg | - Berlin: Tennis Borussia Berlin |

## Achtelfinale
Hinspiele: Sa/So 06./07.06. Rückspiele: Sa/So 13./14.06.
|                     | Gesamt          |                        | Hinspiel | Rückspiel |
| ------------------- | --------------- | ---------------------- | -------- | --------- |
| Gruppe Nord-West:   |                 |                        |          |           |
| Olympia Neumünster  | 3:3 (8:9 i. E.) | 1. FC Köln             | 2:2      | 1:1       |
| VfL Bochum          | 1:3             | Tennis Borussia Berlin | 0:1      | 1:2       |
| OSC Bremerhaven     | 2:6             | FC Bayer 05 Uerdingen  | 1:4      | 1:2       |
| Hamburger SV        | 7:3             | Hannover 96            | 0:1      | 7:2       |
| Gruppe Süd-Südwest: |                 |                        |          |           |
| Karlsruher SC       | 4:2             | SV Auersmacher         | 3:0      | 1:2       |
| SV Wittlich         | 0:8             | 1. FC Nürnberg         | 0:3      | 0:5       |
| Freiburger FC       | 0:7             | Eintracht Frankfurt    | 0:3      | 0:4       |
| VfB Stuttgart       | 3:0             | 1. FC Kaiserslautern   | 1:0      | 2:0       |

## Viertelfinale
Hinspiele: Mi 17.06. Rückspiele: Sa/So 20./21.06.
|                       | Gesamt          |                        | Hinspiel | Rückspiel |
| --------------------- | --------------- | ---------------------- | -------- | --------- |
| Gruppe Nord-West:     |                 |                        |          |           |
| 1. FC Köln            | 1:1 (2:4 i. E.) | Tennis Borussia Berlin | 0:0      | 1:1       |
| FC Bayer 05 Uerdingen | 5:1             | Hamburger SV           | 3:0      | 2:1       |
| Gruppe Süd-Südwest:   |                 |                        |          |           |
| Karlsruher SC         | 1:3             | 1. FC Nürnberg         | 0:2      | 1:1       |
| Eintracht Frankfurt   | 1:5             | VfB Stuttgart          | 0:1      | 1:4       |

## Halbfinale
Hinspiele: Sa/So 27./28.06. Rückspiele: So 05.07.
|                        | Gesamt |                       | Hinspiel | Rückspiel |
| ---------------------- | ------ | --------------------- | -------- | --------- |
| Gruppe Nord-West:      |        |                       |          |           |
| Tennis Borussia Berlin | 0:1    | FC Bayer 05 Uerdingen | 0:1      | 0:0       |
| Gruppe Süd-Südwest:    |        |                       |          |           |
| 1. FC Nürnberg         | 4:2    | VfB Stuttgart         | 1:2      | 3:1       |

## Finale
| 1. FC Nürnberg                                                        | 1. FC Nürnberg | FC Bayer 05 Uerdingen | FC Bayer 05 Uerdingen |
| --------------------------------------------------------------------- | --- | --- | --------------------- |
| 1. FC Nürnberg                                                        | \| Mittwoch, 8. Juli 1987 um 18:30 Uhr in Nürnberg (Städtisches Stadion) \| \| Ergebnis: 0:4 (0:2) \| \| Zuschauer: 4.200 \| \| Schiedsrichter: Kurt Wittke (Mönchzell) \|                                                                          | \| Mittwoch, 8. Juli 1987 um 18:30 Uhr in Nürnberg (Städtisches Stadion) \| \| Ergebnis: 0:4 (0:2) \| \| Zuschauer: 4.200 \| \| Schiedsrichter: Kurt Wittke (Mönchzell) \|                                                                               | FC Bayer 05 Uerdingen |
| 1. FC Nürnberg                                                        | Bernd Winnerlein – Dieter Bernhardt – Gerhard Galgon (55. Dirk Wehrmeister), Dominik Schönhöfer – Helmut Rahner, Reinhold Schneider, Rainer Baumann (55. Huter), Stefan Messingschlager, Gerd Klaus – Stefan Herion, Frank Türr Cheftrainer: Gußner | Holger Schonz – Lutz Schoofs – Lars Welzing, Carmelo Lanzafame – Thomas Neber, Pierre McConner, Uwe Lewitzky (65. Christoph Borgmann), Stephan Paßlack, Markus Bayertz – Stefan Trienekens (65. Roger Hermann), Michael Klauß Cheftrainer: Wolfgang Maes | FC Bayer 05 Uerdingen |
| 1. FC Nürnberg                                                        | 0:1 Michael Klauß (7.) 0:2 Uwe Lewitzky (8.) 0:3 Michael Klauß (49.) 0:4 Markus Bayertz (53.) | | FC Bayer 05 Uerdingen |
| 1. FC Nürnberg                                                        | Galgon | Schoofs | FC Bayer 05 Uerdingen |
| Mittwoch, 8. Juli 1987 um 18:30 Uhr in Nürnberg (Städtisches Stadion) | | |                       |
| Ergebnis: 0:4 (0:2)                                                   | | |                       |
| Zuschauer: 4.200                                                      | | |                       |
| Schiedsrichter: Kurt Wittke (Mönchzell)                               | | |                       |